# 1994 Demo
1994 Demo er den anden demo fra bandet Stone Sour som blev udgivet i 1994. Indspilningen foregik i Big Fish Studios i Nebraska. 

## Numre
1. "Surgery"
2. "That's Ridiculous"
3. "Sometimes"
4. "I Can't Believe"
5. "Tar Poo"
6. "Funky Milk"
7. "Simple Woman"
8. "Bertha"
9. "Voices Again"

## Musikere
- Corey Taylor – Vokal
- Joel Ekman – Trommer
- Shawn Economaki – Bas
- Josh Rilying – Guitar